# Ilisoa
Ilisoa es un género de arañas araneomorfas de la familia Cyatholipidae. Se encuentra en Sudáfrica.

## Lista de especies
Según The World Spider Catalog 12.0:
- Ilisoa conjugalis Griswold, 2001
- Ilisoa hawequas Griswold, 1987
- Ilisoa knysna Griswold, 1987